# Vbočený palec
Vbočený palec (lat. hallux valgus) je získaná deformita nohy. Jde o komplexní postižení přednoží s poruchou postavení palce. 
Nesprávné postavení palce přetěžuje ostatní části nohy. Kvůli vbočenému palci mohou vznikat různé typy bolesti přednoží, stav může komplikovat bursitida nebo artritida. 

## Příčiny

### Vnitřní příčiny
Nejčastěji jsou vrozené – patří k nim nesprávný poměr délek nártních kostí, nevhodný sklon kloubních ploch a snížená pevnost vazů a svalů. Podílejí se na nich také nemoci, které vedou ke změnám na měkkých tkáních a kostech, např. revmatoidní artritida, parézy nebo degenerativní onemocnění nervové tkáně. 

### Zevní příčiny
Patří k nim tělesná hmotnost a nevhodná obuv – jde zejména o boty s úzkou špičkou nebo špičkou uprostřed předního okraje boty, a dále boty na vysokém podpatku. Vhodné boty jsou v přední části široké s kulatou špičkou a bez vysokého podpatku.

## Možnosti léčby

### Konzervativní
- cvičení (manipulace) s kloubem palce, které vede k uvolnění měkkých tkání přednoží
- masáže nohou od prstů ke kotníkům a koupele v teplé vodě; prokrvení nohou a teplé techniky vedou ke zlepšení regenerace tkání nohy
- redukce tělesné váhy
- korektory k udržení správné pozice palce, fixace náplastí
- nesteroidní antiflogistika k tlumení zánětu a bolesti

Tyto techniky vedou k lepší pozici palce a obtíže zmírňují, ale vadu neodstraňují.

### Chirurgická
Téměř vždy je třeba provést osteotomii (protnutí kosti). Nejčastěji se protíná první nártní kost a její správná pozice se zajistí šrouby anebo skobkami. Operaci lze provádět otevřeným přístupem anebo modernějším zavřeným přístupem pod kontrolou rentgenu. Níže fotografie nohy téže pacientky před a po zákroku:
Rekonvalescence po chirurgickém zákroku trvá 6 až 8 týdnů, pacienti odlehčují postiženou končetinu při chůzi pomocí berlí. U některých pacientů může i poté přetrvávat dlouhodobá ztuhlost nebo omezená kloubní pohyblivost. 

## Výskyt
Celosvětově se udává výskyt přibližně u 23 % lidí, s věkem stoupá. Nad 65 let tímto problémem trpí asi 36 % lidí.